# Interstate 43
Interstate 43 (afgekort I-43) is een Interstate Highway in de Verenigde Staten. De snelweg begint in Beloit en eindigt in Green Bay. De snelweg loopt volledig door de staat Wisconsin.  

## Belangrijke steden aan de I-43
Milwaukee - Sheboygan - Manitowoc - Green Bay

## Externe link

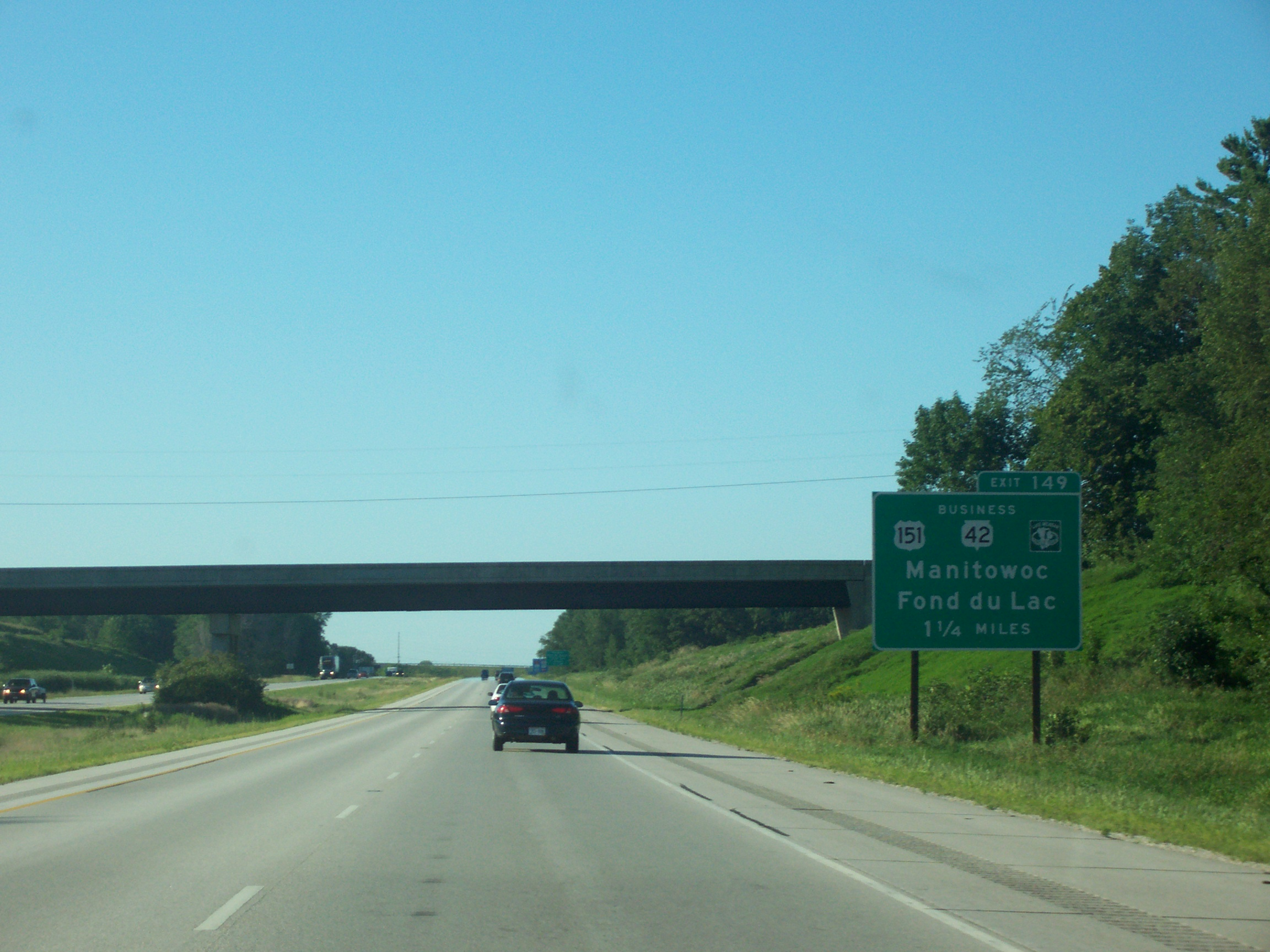
I-43 bij Manitowoc